# Клеммовое соединение

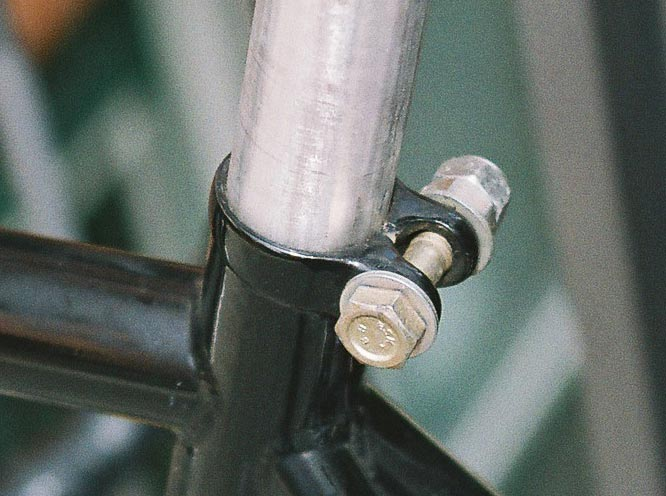
Клеммовое соединение седла велосипеда с рамой

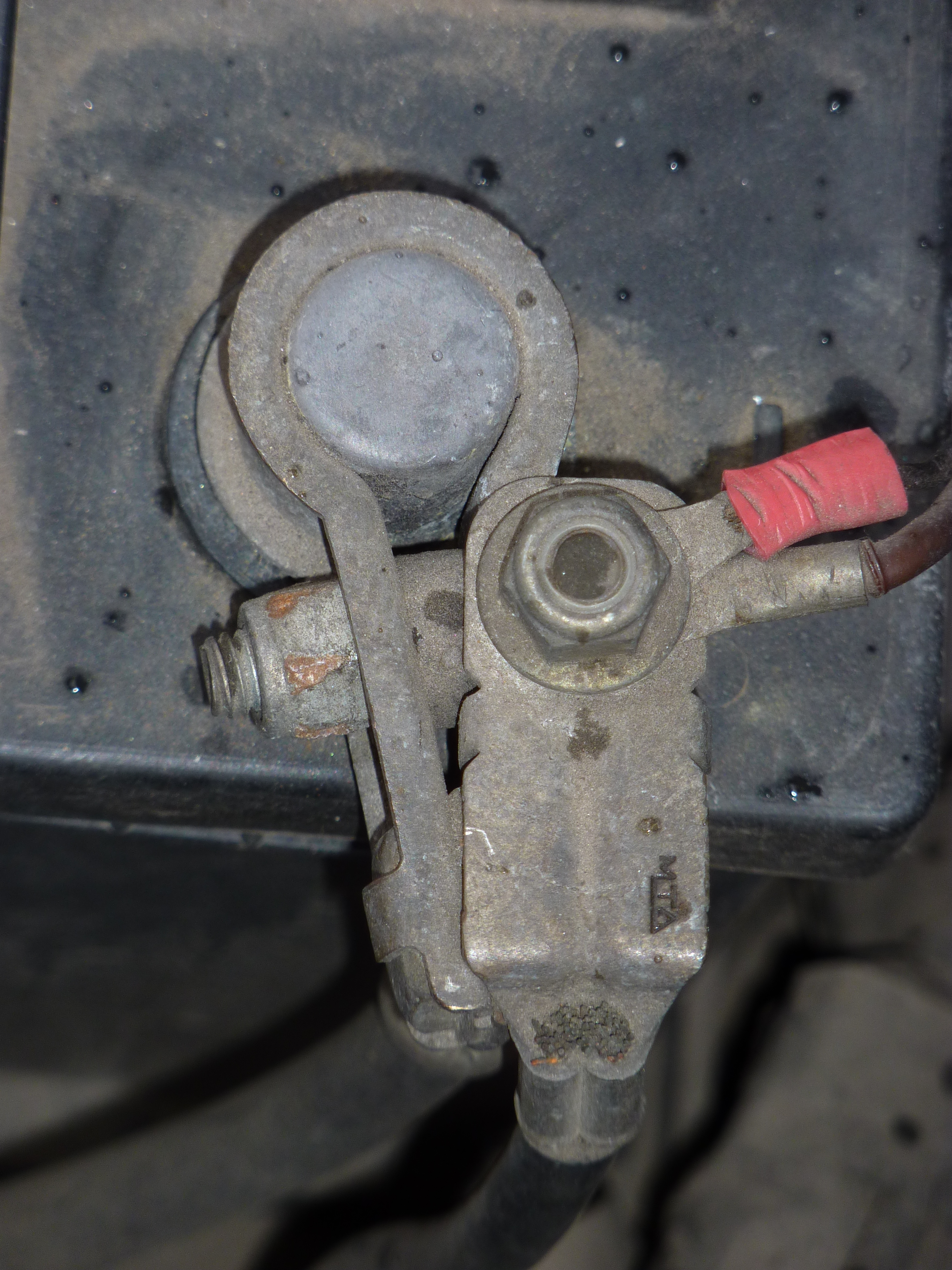
Электрическое клеммовое соединение аккумуляторной батареи автомобиля

Клеммовое соединение (от нем. Klemme — зажим) — соединение валов и осей со ступицей, имеющей один или 2 продольных разреза, которая стягивается одним или несколькими винтами или болтами с гайками и шайбами.
Соединения применяются для передачи крутящего момента или осевой силы на вал или на ось со стороны ступицы, или наоборот.
Соединение обеспечивается силами трения, действующими между поверхностями вала и отверстия детали.

## Достоинства
- относительная простота конструкции, простота сборки или монтажа, возможность передачи большого крутящего момента или осевой силы.
- В отличие от шпоночного и зубчатого соединений, может служить также для крепления частей механизма под произвольным углом, а не только соосно, а также крепить деталь к валу в произвольном месте его длины.

## Недостатки
- затруднена точная установка ступицы относительно вала.
- предельная осевая сила и крутящий момент ограничены силами трения сцепления.